# Bernalillo
Bernalillo is een plaats (town) in de Amerikaanse staat New Mexico, en valt bestuurlijk gezien onder Sandoval County.

## Demografie
Bij de volkstelling in 2000 werd het aantal inwoners vastgesteld op 6611.
In 2006 is het aantal inwoners door het United States Census Bureau geschat op 7158, een stijging van 547 (8,3%).

## Geografie
Volgens het United States Census Bureau beslaat de plaats een oppervlakte van
12,2 km², waarvan 11,9 km² land en 0,3 km² water. Bernalillo ligt op ongeveer 1624 m boven zeeniveau.

## Plaatsen in de nabije omgeving
De onderstaande figuur toont nabijgelegen plaatsen in een straal van 12 km rond Bernalillo.